# Zmacs
Zmacs est un éditeur de texte de la famille Emacs développé en ZetaLisp, une version du langage de programmation Lisp Machine Lisp pour les machines Lisp de Symbolics. C’est un logiciel propriétaire basé sur ZWEI et distribué par Symbolics.

## Caractéristiques techniques
Zmacs partage de nombreux concepts de la famille Emacs (buffers, modes, etc), mais n’est pas compatible avec GNU Emacs en raison des différences entre ZetaLisp et Elisp.
Zmacs bénéficie pleinement de l’environnement graphique des machines Lisp comme le support de la souris et des fenêtres.